# 修武县
修武县是中华人民共和国河南省焦作市下辖的一个县。总面积722平方公里，全县人口約25万人。县人民政府驻城关镇。
修武殷商時稱“寧邑”，周武王伐紂途中遇到大雨，在此駐紮修兵習武，遂改名“修武”並沿用至今。修武是孔子問禮之地、漢獻帝謫居之地、“竹林七賢”隱居之地、孫思邈行醫之地、韓愈出生之地、宋代名瓷絞胎瓷興盛之地。县境内有世界地质公园云台山。

## 歷史
商朝时名寗邑，周朝境内有葛國，雍國。前221年，秦始皇兼灭六国后实行郡县制，设修武县，归属于三川郡，自此县名一直未变，漢晉時期屬河內郡。2006年被联合国地名专家组中国分部授予“千年古县”称号，列入中国地名遗产保护之列。

## 人口
根據第七次人口普查數據，截至2020年11月1日零時，修武縣常住人口248585人。

## 行政区划

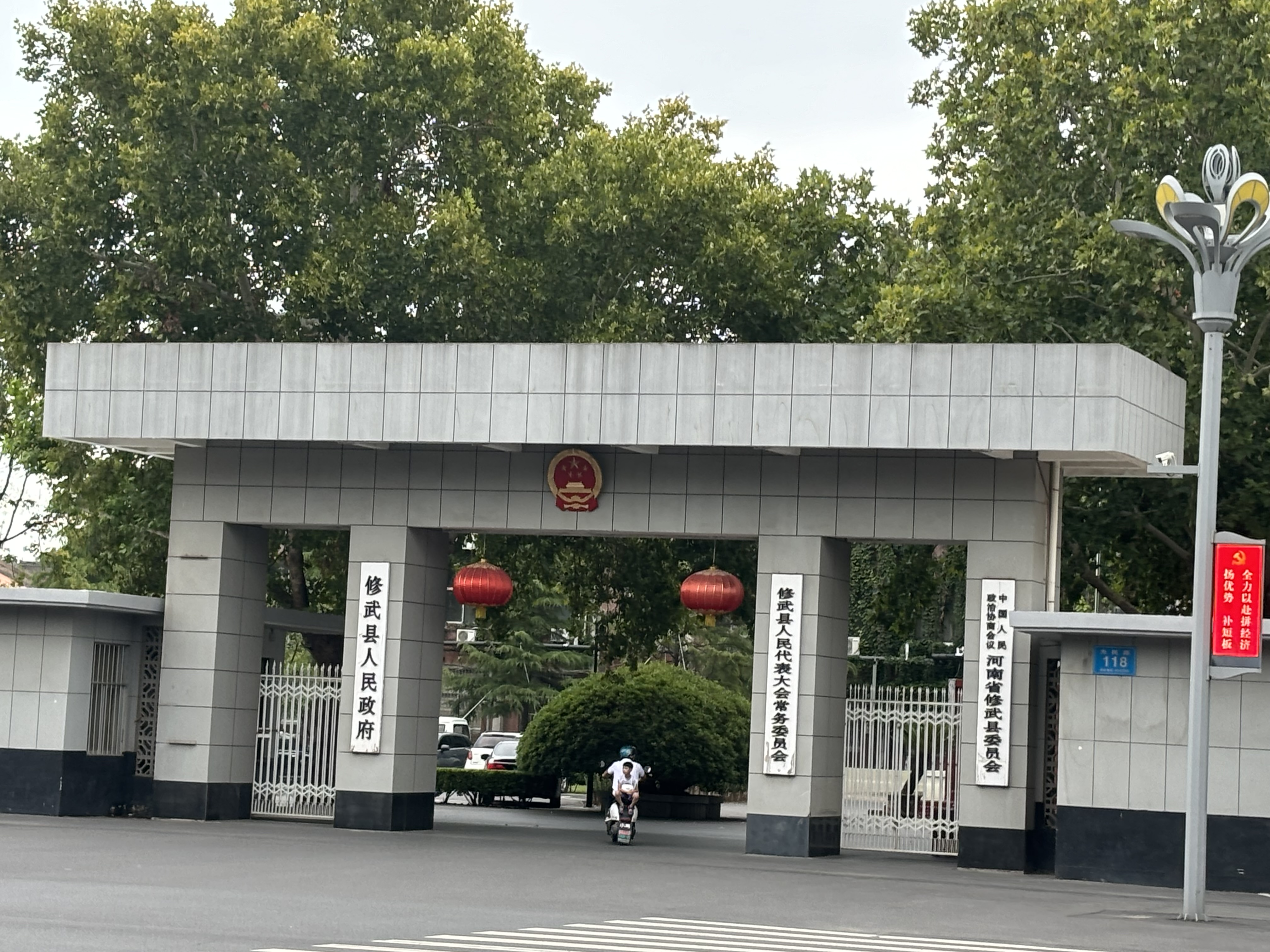
修武县人民政府

修武县下辖5个镇、3个乡：
城关镇、七贤镇、郇封镇、周庄镇、云台山镇、王屯乡、五里源乡、西村乡和小营工贸区。

## 交通
- 234国道过境。